# 蘇打斯普林斯 (加利福尼亞州普萊瑟縣)
蘇打斯普林斯（英語：Secret Town）是位於美國加利福尼亞州普萊瑟縣的一個非建制地區。該地的面積和人口皆未知。

## 地理
蘇打斯普林斯的座標為39°14′50″N 120°19′31″W / 39.24722°N 120.32528°W，而該地的平均海拔高度為1843米（即6047英尺）。